# Klass B 1954
L'edizione 1954 della Klass B fu la 15ª della seconda serie del Campionato sovietico di calcio e vide la vittoria finale dello Šachtyor Stalino.

## Stagione

### Formula
La formula del campionato fu ancora una volta modificata rispetto alla stagione precedente: il numero di squadre salì a 36, con la promozione di Dinamo Minsk e Torpedo Gor'kij, abbondantemente sostituite dalle neo iscritte ODO Tbilisi, ODO Sverdlovsk, Pishchevik Minsk, Energiya Saratov, Krylya Sovetov Voronezh, Šachter Mosbass, Spartak Uzhgorod ODO Leopoli, DOF Sebastopoli, Neftyanik Krasnodar, ODO Kiev, oltre che dalla neo retrocessa Spartak Vilnius (Dinamo Leningrado e MVO Mosca, anch'esse retrocesse, non si iscrissero).
Come nella precedente stagione i 36 club partecipanti erano divisi in tre gironi e il torneo era diviso in due fasi: nella prima fase i gironi erano tutti composti da dodici squadre che si incontravano in gare di andata e ritorno per un totale di ventidue partite per squadra; in ciascuno dei gironi il sistema prevedeva due punti per la vittoria, uno per il pareggio e zero per la sconfitta.
Le prime due classificate disputavano nella seconda fase il girone promozione: tale girone era così costituito da sei squadre che si incontrarono tra di loro in gare di sola andata, per un totale di 5 incontri per squadra, disputati tutti a Stalino; anche in questo caso il sistema prevedeva due punti per la vittoria, uno per il pareggio e zero per la sconfitta.
La squadra vincitrice del girone promozione era promossa in Klass A; essendo la Klass B l'ultima serie del campionato, non erano previste retrocessioni.

## Prima fase

### Girone 1

#### Squadre partecipanti
| Squadra                 | Repubblica    | Città      | Stagione precedente                              |
| ----------------------- | ------------- | ---------- | ------------------------------------------------ |
| Avangard Chelyabinsk    | RSFS Russa    | Čeljabinsk | 14° in Klass B                                   |
| Avangard Sverdlovsk     | RSFS Russa    | Sverdlovsk | 19° in Klass B                                   |
| Gornjak Leninabad       | RSS Tagika    | Leninabad  | 27° in Klass B                                   |
| Iskra Frunze            | RSS Kirghisa  | Frunze     | 24° in Klass B                                   |
| Kryl'ja Sovetov Molotov | RSFS Russa    | Molotov    | 17° in Klass B                                   |
| Lokomotiv Alma-Ata      | RSS Kazaka    | Alma-Ata   | 15° in Klass B, precedentemente noto come Dinamo |
| Neftyanik Baku          | RSS Azera     | Baku       | 11° in Klass B                                   |
| ODO Sverdlovsk          | RSFS Russa    | Sverdlovsk | non iscritta al campionato                       |
| ODO Tbilisi             | RSS Georgiana | Tbilisi    | non iscritta al campionato                       |
| Spartak Aşgabat         | RSS Turkmena  | Aşgabat    | 18° in Klass B                                   |
| Spartak Erevan          | RSS Armena    | Erevan     | 5° in Klass B, precedentemente noto come Dinamo  |
| Spartak Tashkent        | RSS Uzbeka    | Tashkent   | 21° in Klass B                                   |

#### Classifica finale
|  | Pos. | Squadra                 | Pt | G  | V  | N | P  | GF | GS | DR  |
|  | ---- | ----------------------- | -- | -- | -- | - | -- | -- | -- | --- |
|  | 1.   | Spartak Erevan          | 35 | 22 | 13 | 9 | 0  | 34 | 9  | +25 |
|  | 2.   | Neftyanik Baku          | 34 | 22 | 13 | 8 | 1  | 59 | 23 | +36 |
|  | 3.   | ODO Tbilisi             | 29 | 22 | 12 | 5 | 5  | 47 | 22 | +25 |
|  | 4.   | Lokomotiv Alma-Ata      | 29 | 22 | 11 | 7 | 4  | 25 | 13 | +12 |
|  | 5.   | Gornyak Leninabad       | 25 | 22 | 10 | 5 | 7  | 27 | 27 | +0  |
|  | 6.   | Avangard Chelyabinsk    | 21 | 22 | 7  | 7 | 8  | 31 | 37 | -6  |
|  | 7.   | Avangard Sverdlovsk     | 21 | 22 | 8  | 5 | 9  | 24 | 30 | -6  |
|  | 8.   | Spartak Aşgabat         | 18 | 22 | 6  | 6 | 10 | 22 | 29 | -7  |
|  | 9.   | Spartak Tashkent        | 14 | 22 | 4  | 6 | 12 | 17 | 32 | -15 |
|  | 10.  | ODO Sverdlovsk          | 13 | 22 | 5  | 3 | 14 | 20 | 34 | -14 |
|  | 11.  | Iskra Frunze            | 13 | 22 | 4  | 5 | 13 | 20 | 39 | -19 |
|  | 12.  | Kryl'ja Sovetov Molotov | 12 | 22 | 5  | 2 | 15 | 16 | 47 | -31 |

#### Verdetti
- Neftyanik Baku e Spartak Erevan ammessi al girone promozione

#### Risultati
|                        | SpE  | NeB  | ODT  | LAA  | GoL  | AvC  | AvS  | SpA  | SpT  | ODS  | IsF  | KSM  |
| ---------------------- | ---- | ---- | ---- | ---- | ---- | ---- | ---- | ---- | ---- | ---- | ---- | ---- |
| Spartak Erevan         | –––– | 1-1  | 0-0  | 0-0  | 3-0  | 2-0  | 1-0  | 2-0  | 3-0  | 3-2  | 3-1  | 3-0  |
| Neftyanik Baku         | 0-0  | –––– | 1-1  | 1-1  | 3-0  | 4-4  | 7-1  | 1-0  | 3-1  | 2-0  | 3-1  | 5-0  |
| ODO Tbilisi            | 0-4  | 1-3  | –––– | 1-1  | 1-0  | 5-2  | 6-1  | 3-1  | 3-0  | 0-0  | 2-1  | 6-0  |
| Lokomotiv Alma-Ata     | 0-1  | 1-1  | 1-0  | –––– | 0-0  | 3-1  | 1-0  | 3-0  | 1-0  | 1-0  | 0-1  | 4-0  |
| Gornyak Leninabad      | 2-3  | 1-7  | 2-1  | 2-1  | –––– | 2-0  | 3-0  | 2-0  | 1-0  | 3-0  | 1-1  | 2-0  |
| Avangard Chelyabinsk   | 1-1  | 1-0  | 2-0  | 2-3  | 2-2  | –––– | 1-5  | 1-1  | 0-0  | 2-0  | 2-0  | 2-1  |
| Avangard Sverdlovsk    | 0-1  | 1-1  | 0-0  | 0-1  | 1-1  | 3-0  | –––– | 0-2  | 1-0  | 1-0  | 4-0  | 3-0  |
| Spartak Aşgabat        | 2-2  | 1-1  | 1-5  | 0-1  | 2-0  | 0-0  | 4-0  | –––– | 1-2  | 1-0  | 1-0  | 2-0  |
| Spartak Tashkent       | 0-0  | 1-3  | 1-2  | 0-0  | 0-0  | 0-3  | 0-1  | 1-1  | –––– | 5-1  | 1-0  | 1-1  |
| ODO Sverdlovsk         | 0-0  | 1-3  | 1-3  | 3-1  | 1-0  | 2-3  | 0-1  | 1-1  | 3-0  | –––– | 0-1  | 0-1  |
| Iskra Frunze           | 0-0  | 4-6  | 0-4  | 0-0  | 1-2  | 1-1  | 0-0  | 2-0  | 2-3  | 1-2  | –––– | 2-1  |
| Krylya Sovetov Molotov | 0-1  | 1-3  | 0-3  | 0-1  | 0-1  | 2-1  | 1-1  | 2-1  | 2-1  | 1-3  | 3-1  | –––– |

### Girone 2

#### Squadre partecipanti
| Squadra                      | Repubblica         | Città        | Stagione precedente        |
| ---------------------------- | ------------------ | ------------ | -------------------------- |
| Chimik Mosca                 | RSFS Russa         | Mosca        | 25° in Klass B             |
| Daugava Rīga                 | RSS Lettone        | Riga         | 13° in Klass B             |
| Energija Saratov             | RSFS Russa         | Saratov      | non iscritta al campionato |
| Kalev Tallinn                | RSS Estone         | Tallinn      | 20° in Klass B             |
| Krasnoe Znamja Ivanovo       | RSFS Russa         | Ivanovo      | 4° in Klass B              |
| Krasnaja Zvezda Petrozavodsk | RSS Carelo-Finnica | Petrozavodsk | 26° in Klass B             |
| Pishchevik Minsk             | RSS Bielorussa     | Minsk        | non iscritta al campionato |
| Šachter Mosbass              | RSFS Russa         | Stalinogorsk | non iscritta al campionato |
| Spartak Kalinin              | RSFS Russa         | Kalinin      | 23° in Klass B             |
| Spartak Vilnius              | RSS Lituana        | Vilnius      | 12° in Klass A, retrocesso |
| Voronež                      | RSFS Russa         | Voronež      | non iscritta al campionato |
| Zenit Kaliningrad            | RSFS Russa         | Kaliningrad  | 10° in Klass B             |

#### Classifica finale
|  | Pos. | Squadra                      | Pt | G  | V  | N  | P  | GF | GS | DR  |
|  | ---- | ---------------------------- | -- | -- | -- | -- | -- | -- | -- | --- |
|  | 1.   | Zenit Kaliningrad            | 33 | 22 | 14 | 5  | 3  | 31 | 14 | +17 |
|  | 2.   | Spartak Vilnius              | 32 | 22 | 13 | 6  | 3  | 33 | 13 | +20 |
|  | 3.   | Chimik Mosca                 | 29 | 22 | 12 | 5  | 5  | 36 | 21 | +15 |
|  | 4.   | Krasnoe Znamja Ivanovo       | 24 | 22 | 7  | 10 | 5  | 20 | 15 | +5  |
|  | 5.   | Spartak Kalinin              | 24 | 22 | 8  | 8  | 6  | 32 | 27 | +5  |
|  | 6.   | Pishchevik Minsk             | 21 | 22 | 6  | 9  | 7  | 17 | 16 | +1  |
|  | 7.   | Daugava Rīga                 | 21 | 22 | 9  | 3  | 10 | 20 | 24 | -4  |
|  | 8.   | Energija Saratov             | 21 | 22 | 8  | 5  | 9  | 21 | 30 | -9  |
|  | 9.   | Voronež                      | 17 | 22 | 7  | 3  | 12 | 21 | 29 | -8  |
|  | 10.  | Šachter Mosbass              | 15 | 22 | 6  | 3  | 13 | 22 | 31 | -9  |
|  | 11.  | Kalev Tallinn                | 15 | 22 | 6  | 3  | 13 | 18 | 33 | -15 |
|  | 12.  | Krasnaja Zvezda Petrozavodsk | 12 | 22 | 2  | 8  | 12 | 11 | 29 | -18 |

#### Verdetti
- Zenit Kaliningrad e Spartak Vilnius ammessi al girone promozione

#### Risultati
|                              | ZeK  | SpV  | CMo  | KZI  | SpK  | PiM  | DaR  | EnS  | Vor  | SaM  | KaT  | KZP  |
| ---------------------------- | ---- | ---- | ---- | ---- | ---- | ---- | ---- | ---- | ---- | ---- | ---- | ---- |
| Zenit Kaliningrad            | –––– | 0-1  | 3-1  | 1-0  | 2-1  | 2-0  | 2-0  | 2-0  | 1-0  | 2-1  | 3-0  | 1-1  |
| Spartak Vilnius              | 1-2  | –––– | 1-1  | 0-1  | 2-2  | 2-0  | 1-0  | 7-0  | 2-1  | 2-0  | 2-1  | 2-0  |
| Chimik Mosca                 | 1-2  | 1-1  | –––– | 1-0  | 3-0  | 0-1  | 3-1  | 2-1  | 0-1  | 3-1  | 2-1  | 1-1  |
| Krasnoye Znamya Ivanovo      | 1-1  | 0-0  | 1-1  | –––– | 3-3  | 1-1  | 0-0  | 2-1  | 0-0  | 2-1  | 3-0  | 1-0  |
| Spartak Kalinin              | 0-0  | 0-0  | 3-0  | 0-4  | –––– | 1-1  | 0-1  | 3-3  | 2-1  | 2-0  | 3-1  | 5-1  |
| Pishchevik Minsk             | 0-0  | 0-1  | 1-1  | 0-0  | 0-1  | –––– | 3-0  | 0-0  | 1-0  | 2-0  | 1-2  | 2-0  |
| Daugava Riga                 | 0-1  | 1-2  | 0-1  | 2-0  | 1-1  | 0-2  | –––– | 1-1  | 3-2  | 0-2  | 2-0  | 4-2  |
| Energija Saratov             | 2-1  | 1-0  | 0-3  | 0-1  | 1-0  | 2-0  | 1-0  | –––– | 0-1  | 1-0  | 3-1  | 1-0  |
| Voronež                      | 1-1  | 1-2  | 0-2  | 2-0  | 0-3  | 2-1  | 0-1  | 1-1  | –––– | 1-2  | 2-0  | 1-0  |
| Šachter Mosbass              | 1-2  | 0-1  | 1-3  | 1-0  | 1-1  | 0-0  | 0-1  | 3-2  | 5-1  | –––– | 2-0  | 1-1  |
| Kalev Tallinn                | 0-1  | 1-3  | 0-4  | 0-0  | 2-0  | 0-0  | 0-1  | 2-0  | 2-1  | 3-0  | –––– | 2-0  |
| Krasnaja Zvezda Petrozavodsk | 2-1  | 0-0  | 1-2  | 0-0  | 0-1  | 1-1  | 0-1  | 0-0  | 0-2  | 1-0  | 0-0  | –––– |

### Girone 3

#### Squadre partecipanti
| Squadra                   | Repubblica  | Città          | Stagione precedente        |
| ------------------------- | ----------- | -------------- | -------------------------- |
| Burevestnik Kishinev      | RSS Moldava | Kishinev       | 16° in Klass B             |
| DOF Sebastopoli           | RSS Ucraina | Sebastopoli    | non iscritta al campionato |
| Metallurg Odessa          | RSS Ucraina | Odessa         | 7° in Klass B              |
| Metallurg Dnipropetrovs'k | RSS Ucraina | Dnipropetrovsk | 22° in Klass B             |
| Metalurh Zaporižžja       | RSS Ucraina | Zaporižžja     | 9° in Klass B              |
| Neftyanik Krasnodar       | RSFS Russa  | Krasnodar      | non iscritta al campionato |
| ODO Kiev                  | RSS Ucraina | Kiev           | non iscritta al campionato |
| ODO Leopoli               | RSS Ucraina | Leopoli        | non iscritta al campionato |
| Šachtyor Stalino          | RSS Ucraina | Stalino        | 3° in Klass B              |
| Spartak Užhorod           | RSS Ucraina | Užhorod        | non iscritta al campionato |
| Torpedo Rostov            | RSFS Russa  | Rostov sul Don | 8° in Klass B              |
| Torpedo Stalingrado       | RSFS Russa  | Stalingrado    | 12° in Klass B             |

#### Classifica finale
|  | Pos. | Squadra                   | Pt | G  | V  | N | P  | GF | GS | DR  |
|  | ---- | ------------------------- | -- | -- | -- | - | -- | -- | -- | --- |
|  | 1.   | Šachtyor Stalino          | 38 | 22 | 17 | 4 | 1  | 56 | 16 | +40 |
|  | 2.   | Torpedo Rostov            | 29 | 22 | 11 | 7 | 4  | 35 | 20 | +15 |
|  | 3.   | Metalurh Zaporižžja       | 27 | 22 | 11 | 5 | 6  | 34 | 24 | +10 |
|  | 4.   | Metallurg Dnipropetrovs'k | 25 | 22 | 8  | 9 | 5  | 30 | 27 | +3  |
|  | 5.   | Spartak Užhorod           | 23 | 22 | 9  | 5 | 8  | 37 | 35 | +2  |
|  | 6.   | Metallurg Odessa          | 20 | 22 | 8  | 4 | 10 | 37 | 42 | -5  |
|  | 7.   | ODO Leopoli               | 20 | 22 | 7  | 6 | 9  | 24 | 32 | -8  |
|  | 8.   | Torpedo Stalingrado       | 19 | 22 | 7  | 5 | 10 | 31 | 39 | -8  |
|  | 9.   | DOF Sebastopoli           | 18 | 22 | 5  | 8 | 9  | 19 | 31 | -12 |
|  | 10.  | Neftyanik Krasnodar       | 17 | 22 | 6  | 5 | 11 | 29 | 41 | -12 |
|  | 11.  | ODO Kiev                  | 16 | 22 | 6  | 4 | 12 | 34 | 45 | -11 |
|  | 12.  | Burevestnik Kishinev      | 12 | 22 | 2  | 8 | 12 | 26 | 40 | -14 |

#### Verdetti
- Šachtër Stalino e Torpedo Rostov ammessi al girone promozione

#### Risultati
|                           | SaS  | TRD  | MeZ  | MeD  | SpU  | MeO  | ODL  | ToS  | DOF  | NeK  | ODK  | BuK  |
| ------------------------- | ---- | ---- | ---- | ---- | ---- | ---- | ---- | ---- | ---- | ---- | ---- | ---- |
| Šachtër Stalino           | –––– | 1-1  | 5-3  | 1-1  | 6-1  | 4-1  | 3-1  | 1-0  | 3-0  | 1-0  | 6-1  | 2-0  |
| Torpedo Rostov            | 0-2  | –––– | 0-0  | 1-1  | 1-0  | 6-1  | 2-1  | 1-0  | 3-0  | 0-0  | 1-0  | 2-2  |
| Metalurh Zaporižžja       | 1-0  | 1-0  | –––– | 1-1  | 1-0  | 2-0  | 4-0  | 4-0  | 4-1  | 3-1  | 2-0  | 2-1  |
| Metallurg Dnipropetrovs'k | 1-1  | 1-2  | 1-1  | –––– | 1-2  | 2-1  | 2-0  | 1-2  | 0-0  | 1-1  | 3-1  | 3-2  |
| Spartak Užhorod           | 0-3  | 1-2  | 2-0  | 0-2  | –––– | 2-1  | 3-4  | 4-0  | 0-0  | 3-0  | 2-2  | 2-0  |
| Metallurg Odessa          | 0-1  | 0-2  | 3-0  | 2-3  | 3-4  | –––– | 1-1  | 4-3  | 3-0  | 2-1  | 1-2  | 2-1  |
| ODO Leopoli               | 1-2  | 0-5  | 0-0  | 1-1  | 0-0  | 0-1  | –––– | 2-0  | 1-1  | 2-1  | 1-0  | 4-2  |
| Torpedo Stalingrado       | 0-2  | 0-3  | 2-1  | 0-1  | 2-2  | 3-3  | 2-0  | –––– | 2-0  | 1-2  | 2-0  | 1-1  |
| DOF Sebastopoli           | 0-1  | 2-1  | 3-0  | 1-0  | 2-4  | 0-0  | 1-0  | 2-2  | –––– | 1-2  | 1-1  | 1-0  |
| Neftyanik Krasnodar       | 3-3  | 0-0  | 1-1  | 0-1  | 3-1  | 3-5  | 0-1  | 2-4  | 2-1  | –––– | 3-0  | 2-0  |
| ODO Kiev                  | 0-4  | 5-0  | 2-1  | 7-3  | 0-2  | 1-2  | 1-4  | 1-1  | 1-1  | 6-2  | –––– | 2-1  |
| Burevestnik Kishinev      | 1-4  | 2-2  | 1-2  | 0-0  | 2-2  | 1-1  | 0-0  | 2-4  | 1-1  | 4-0  | 2-1  | –––– |

## Seconda fase - Girone promozione
Tutte le partite furono disputate a Stalino tra il 29 ottobre e il 5 novembre 1954.

### Classifica finale
|  | Pos. | Squadra           | Pt | G | V | N | P | GF | GS | DR |
|  | ---- | ----------------- | -- | - | - | - | - | -- | -- | -- |
|  | 1.   | Šachtyor Stalino  | 9  | 5 | 4 | 1 | 0 | 10 | 1  | +9 |
|  | 2.   | Spartak Vilnius   | 7  | 5 | 2 | 3 | 0 | 4  | 2  | +2 |
|  | 3.   | Neftyanik Baku    | 5  | 5 | 2 | 1 | 2 | 7  | 7  | +0 |
|  | 4.   | Zenit Kaliningrad | 5  | 5 | 2 | 1 | 2 | 4  | 5  | -1 |
|  | 5.   | Spartak Erevan    | 2  | 5 | 0 | 2 | 3 | 3  | 7  | -4 |
|  | 6.   | Torpedo Rostov    | 2  | 5 | 0 | 2 | 3 | 3  | 9  | -6 |

### Verdetti
- Šachtër Stalino promosso in Klass A 1955.

### Risultati

#### Tabellone
|                 | SaS  | SpV  | NeB  | ZeK  | SpE  | TRD  |
| --------------- | ---- | ---- | ---- | ---- | ---- | ---- |
| Šachtër Stalino | –––– | 1-1  | 3-0  | 2-0  | 1-0  | 3-0  |
| Spartak Vilnius |      | –––– | 1-1  | 1-0  | 0-0  | 1-0  |
| Neftyanik Baku  |      |      | –––– | 0-1  | 4-2  | 2-0  |
| Zenit           |      |      |      | –––– | 1-0  | 2-2  |
| Spartak Erevan  |      |      |      |      | –––– | 1-1  |
| Torpedo Rostov  |      |      |      |      |      | –––– |